# わたしになる
『わたしになる』は、寺嶋由芙の1stアルバム。「これまでとこれからの "ゆっふぃー" がたくさん詰まった、待望のファーストアルバム。」

## 概要
- これまでに発売したシングル6曲と、入手困難なライブ会場限定盤から3曲、そして新曲5曲を含めた計14曲。
- 「ゆるキャラ®グランプリ2016 in 愛顔のえひめ」出演記念のアナザージャケット盤が存在する。
- 「iTunes Store」「Apple Music」「レコチョク」「Google Play Music」で配信された「わたしになる（配信 ver.）」には、「わたしになる」「オブラート・オブ・ラブ」「ゆるキャラ舞踏会」「１０１回目のファーストキス」「まだまだ」「#ゆーふらいと（re-load version）」の６曲が収録されている。

## 収録曲
収録曲は初回限定盤・通常版ともに共通
1. わたしになる （3:51）
  - 作詞：加藤千恵 / 作曲・編曲：宮野弦士

新曲。
2. ふへへへへへへへ大作戦 （4:27）
  - 作詞：大森靖子 / 作曲・編曲：rionos

4thシングル。
メジャー・デビューシングル。
3. 好きがはじまる（re-vocal version） （3:57）
  - 作詞・作曲・編曲：ミナミトモヤ

ライブ会場限定盤『好きがはじまる』収録曲。
4. カンパニュラの憂鬱 （4:06）
  - 作詞：ジェーン・スー / 作曲・編曲：rionos

2ndシングル。
5. オブラート・オブ・ラブ （3:17）
  - 作詞：夢眠ねむ / 作曲・編曲：ミナミトモヤ

新曲。
6. 猫になりたい！ （3:30）
  - 作詞：ジェーン・スー / 作曲・編曲：rionos

3rdシングル。
7. いやはや ふぃ〜りんぐ （3:10）
  - 作詞：寺嶋由芙 / 作曲・編曲：鶴﨑輝一

5thシングル。
8. ゆるキャラ舞踏会 （3:07）
  - 作詞：みうらじゅん / 作曲・編曲：rionos

新曲。
9. 初恋のシルエット（strings version） （3:55）
  - 作詞：延本文音 / 作曲：倉科翔 / 編曲：GOOD BYE APRIL & rionos

ライブ会場限定盤『好きがはじまるⅡ』収録曲。
10. １０１回目のファーストキス （4:47）
  - 作詞・作曲：真部脩一 / 編曲：rionos

新曲。
11. ぜんぜん （4:15）
  - 作詞・作曲：ヤマモトショウ / 編曲：rionos

1stシングルカップリング曲。
12. まだまだ （3:40）
  - 作詞・作曲：ヤマモトショウ / 編曲：rionos

新曲。
13. 好きがこぼれる （3:47）
  - 作詞・作曲・編曲：ミナミトモヤ

ライブ会場限定盤『好きがはじまるⅡ』収録曲。
14. #ゆーふらいと（re-load version） （4:20）
  - 作詞：夢眠ねむ / 作曲・編曲：rionos

1stシングル。
インディーズ・デビューシングル。

## 初回限定盤 付属DVD収録内容
（1）「わたしになる」　MUSIC VIDEO

（2）「いやはや ふぃ〜りんぐ」　MUSIC VIDEO

（3）「ふへへへへへへへ大作戦」　MUSIC VIDEO

（4）2016年7月8日生誕ライブよりダイジェスト映像（「わたしになる」「ゆるキャラ舞踏会」「ぜんぜん」）